# OQ (компания)
OQ SAOC — нефтегазовая компания Омана. Штаб-квартира находится в Маскате. Компания была создана в 2019 году объединением нефтедобывающей Oman Oil Company и нефтеперерабатывающей группы Orpic.

## История
Первая нефтеперерабатывающая компания Омана Oman Refinery Company была основана в 1982 году, её производительность была 50 тыс. баррелей в сутки. Oman Oil Company была основана в 1996 году в качестве государственной нефтяной компании. В 2000 году была создана Газовая компания Омана, а в 2003 году — маркетинговая компания Oman Oil Marketing Company (omanoil). В 2011 году была создана группа Orpic, объединившая все нефтеперерабатывающие и нефтехимические предприятия Омана. В 2013 году за 1,8 млрд евро была куплена химическая компания Oxea, базирующаяся в Германии и с предприятиями КНР, Нидерландах и США. В 2018 году началось строительство крупного нефтехимического комплекса в Дукме Duqm Refinery and Petrochemicals Cluster стоимостью до 20 млрд долларов. В 2019 году была создана компания OQ, объединившая в общей сложности 9 компаний.

## Деятельность
Компания занимается добычей нефти и газа, полностью контролирует нефтеперерабатывающие и газотранспортные мощности Омана и владеет нефтехимическими предприятиями. На компанию в 2019 году приходилось 4,4 % ВВП Омана; одна из двух крупнейших нефтегазовых компаний страны наряду с Petroleum Development Oman. Имеет значительное зарубежное присутствие, в частности в Венгрии и Казахстане.
Выручка за 2021 год составила 8,768 млрд оманских риалов ($22,8 млрд), из них 4,55 млрд риалов пришлось на Азиатско-Тихоокеанский регион, 2,491 млрд риалов — на Ближний Восток, 784 млн риалов — на Европу, 618 млн риалов — на Америку.